# San Leandro
San Leandro is een stad in Alameda County in Californië in de VS

## Geografie
De totale oppervlakte bedraagt 40,3 km² (15,6 mijl²) waarvan 34,0 km² (13,1 mijl²) land is en 6,3 km² (2,4 mijl²) of 15.62% water is.

## Demografie
Volgens de census van 2007 bedroeg de bevolkingsdichtheid 2336,4/km² (6053,0/mijl²) en bedroeg het totale bevolkingsaantal 99.198 dat bestond uit:
- 51,29% blanken
- 9,88% zwarten of Afrikaanse Amerikanen
- 0,77% inheemse Amerikanen
- 22,96% Aziaten
- 0,86% mensen afkomstig van eilanden in de Grote Oceaan
- 8,48% andere
- 5,76% twee of meer rassen
- 20,06% Spaans of Latino

Er waren 30.642 gezinnen en 19.825 families in San Leandro. De gemiddelde gezinsgrootte bedroeg 2,57.

## Geboren in San Leandro
- Lloyd Bridges (1913-1998), acteur
- David Silveria (1972), drummer
- Nicole Branagh (1979), beachvolleyballer

## Plaatsen in de nabije omgeving
De onderstaande figuur toont nabijgelegen plaatsen in een straal van 16 km rond San Leandro.